# Mesogona privata
Mesogona privata là một loài bướm đêm trong họ Noctuidae.